# Daniel Chapo

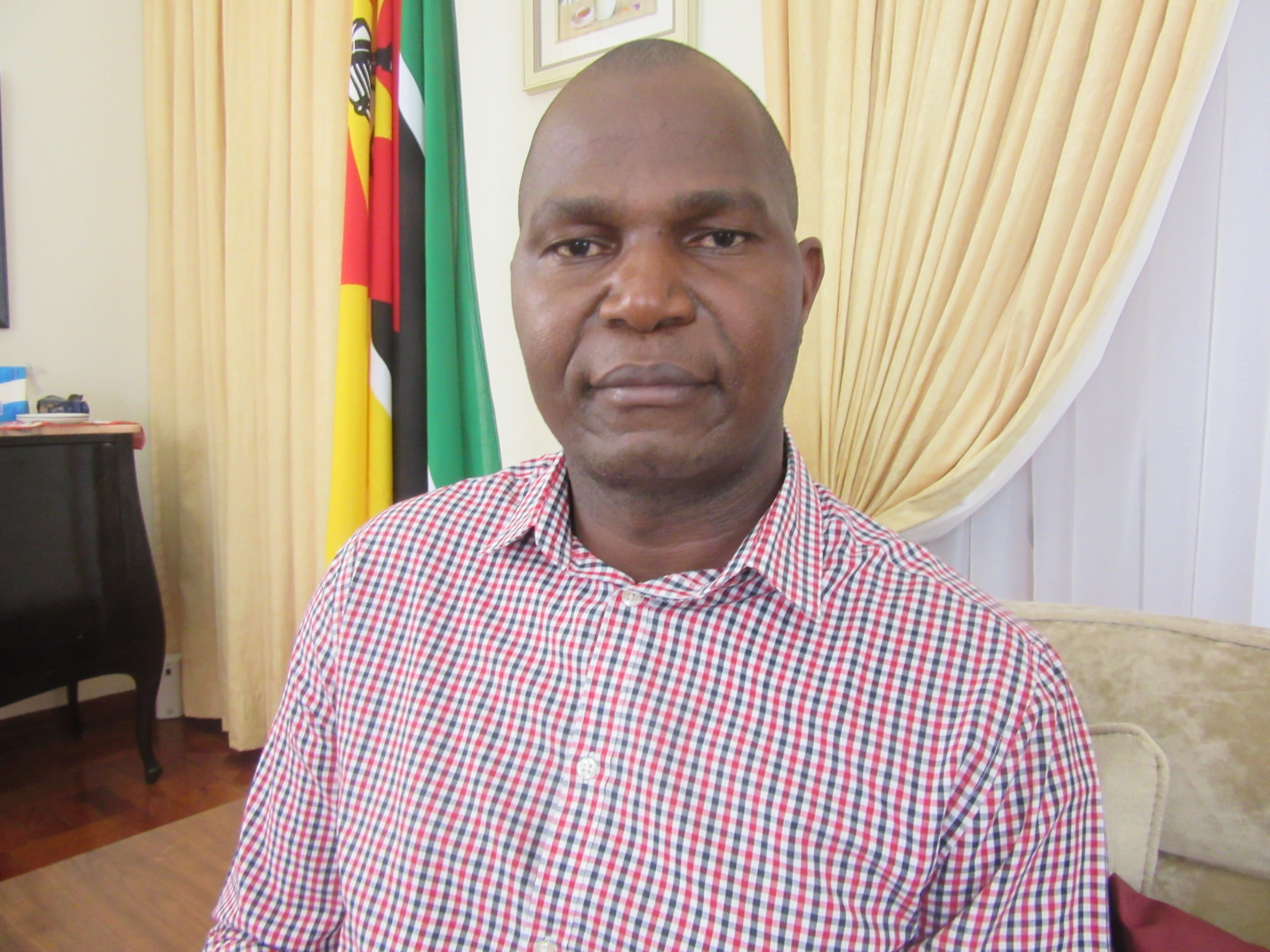
Daniel Chapo (2016)

Daniel Francisco Chapo (geboren am 6. Januar 1977 in Inhaminga, Distrikt Cheringoma, Provinz Sofala) ist ein mosambikanischer Jurist, Journalist und Politiker (FRELIMO). Von 2016 bis 2024 hatte Chapo das Amt des Gouverneurs der Provinz Inhambane inne. 2024 gewann Chapo als Kandidat der FRELIMO die Präsidentschaftswahl im Oktober 2024 und ist seit dem 15. Januar 2025, als Nachfolger von Filipe Nyusi, amtierender Präsident von Mosambik. Der Sieg wurde erst zweieinhalb Monate später durch das Oberste Gericht des Landes bestätigt, nachdem es gewaltsame Proteste gegeben und die Opposition und internationale Wahlbeobachter von Unregelmäßigkeiten bei der Wahl gesprochen hatten.

## Leben

### Ausbildung und beruflicher Werdegang
Daniel Chapo wurde am 6. Januar 1977 im Dorf Inhaminga des Distrikts Cheringoma in der zentralmosambikanischen Provinz Sofala geboren; er wurde als sechstes von zehn Kinder der Familie geboren. Sein Vater Francisco Chapo arbeitete bei der mosambikanischen Eisenbahn, seine Mutter Helena dos Santos Chiremba war Hausfrau. Daniel Chapo besuchte zunächst von 1982 bis 1985 die Grundschule in seinem Heimatdorf. Aufgrund des Bürgerkrieges floh die Familie in den benachbarten Distrikt Dondo, wo Chapo von 1986 bis 1987 zunächst die Grundschule abschloss und anschließend von 1988 bis 1996 die erste Sekundarstufe. Von 1997 bis 1998 schloss er die Sekundarstufe an der Escola Secundária Samora Machel in der Provinzhauptstadt Beira ab.
Nach seiner Schulausbildung begann Chapo ein Studium der Rechtswissenschaften an der Maputoer Eduardo-Mondlane-Universität, das er 2004 mit der Licenciatura abschloss. 2004 absolvierte er den Kurs für Notare in der Provinz Maputo. Von 2013 bis 2014 studierte Chapo einen Masterstudiengang in Entwicklungsmanagement am Campus Nampula der Katholischen Universität Mosambik.
Von 1997 bis 1998 arbeitete Chapo als Moderator für Rádio Miramar in Beira und von 2003 bis 2004 als Reporter und Moderator der Sendung „A Voz do Povo“ der Fernsehsenders Televisão Miramar in Maputo. 2005 wurde er zum Konservator von Nacala-Porto bestimmt.
Von Beruf Rechtsanwalt, war Daniel Chapo zwischen 2007 und 2008 Referendar bei der mosambikanischen Anwaltskammer. Im Jahr 2009 unterrichtete er Verfassungsrecht und Politikwissenschaft an der Pädagogischen Universität in Nacala.

### Gouverneur von Inhambane (2016–2024)
Daniel Chapo engagierte sich bereits in seiner Jugend in der Organização da Juventude Moçambicana, der FRELIMO-Jugendorganisation; u. a. war er in den Ortsverbänden seiner Schule (in Dondo) und seiner Universität (in Maputo) aktiv.
2008 war er für den Kommunalwahlkampfes des FRELIMO-Kandidaten Chale Issufo in Nacala-Porto verantwortlich, der sein Mandat gewinnen konnte. Daraufhin wurde Chapo 2009 zum Verwalter (Administrador) des Distrikts Nacala-a-Velha (Provinz Nampula) ernannt, dort war er unter anderem auch stellvertretender Leiter des FRELIMO-Wahlkampfes für die Kommunalwahlen 2013. 2015 wurde Chapo in den Distrikt Palma (Provinz Cabo Delgado) versetzt. Nur sechs Monate später, am 4. März 2016, ernannte Präsident Filipe Nyusi Daniel Chapo zum Gouverneur der Provinz Inhambane. Drei Jahre später, im Oktober 2019, wurde Chapo bei den Provinzwahlen in diesem Amt bestätigt, nachdem im Zuge einer Verfassungsänderung das Amt vom Wahlvolk bestimmt werden sollte. Seine zweite Amtszeit als Gouverneur begann am 22. Januar 2020.
Die FRELIMO benennt als Erfolge in seinen beiden Amtszeiten als Gouverneur vor allem den Bau der asphaltierten Straße zwischen Homoíne und Panda, den Bau zahlreicher Schulen und Gesundheitsstationen, sowie den Ausbau des Wasserversorgungssystems in den Distrikthauptstädten der Provinz. Darüber hinaus wurde in seiner Zeit das landesweite Programm „Um distrito, um banco“ – im Rahmen dessen in jedem Distrikt Mosambiks mindestens eine Bankfiliale eingerichtet werden soll – in der Provinz Inhambane erfolgreich abgeschlossen. Medienberichten zufolge wurde Chapo während seiner Amtszeit als Gouverneur in der Provinz Inhambane als überwiegend positiv wahrgenommen.

### Präsidentschaftswahl 2024
Auf dem 11. Parteitag der FRELIMO 2017 wurde Chapo ins Zentralkomitee der Partei gewählt, 2022 wurde er auf dem 12. Parteitag wiedergewählt. Das Zentralkomitee der Partei umfasst 250 Mitglieder der Partei, es findet sich zwei bis drei Mal pro Jahr für politischen Richtungsentscheidungen der Partei zusammen. Unter anderem entscheidet das Zentralkomitee auf Grundlage einer von der politischen Kommission der Partei vorgeschlagenen Kurzliste über den Kandidaten oder die Kandidatin für Präsidentschaftswahlen.
Am 5. Mai 2024 wurde Chapo vom Zentralkomitee der FRELIMO mit 225 Stimmen (94 %) zum Kandidaten der FRELIMO für die Präsidentschaftswahl 2024 als Nachfolger des ausscheidenden Filipe Nyusi ernannt. Da er als relativ unbekannt galt, wurde seine Nominierung allgemein als Überraschung empfunden. Auch wenn Chapos Gegenkandidat, der FRELIMO-Generalsekretär und Favorit des ausscheidenden Präsidenten Nyusi, Roque Silva Samuel, die Wahl verlor, soll auch Chapo zum erweiterten Vertrautenkreis Nyusis gehören. Insbesondere werden Chapo enge Verbindungen zum Nyusi-Getreuen und Landwirtschaftsministers seines Kabinetts Celso Correia nachgesagt. Am 13. Mai wurde Daniel Chapo zum Interimsgeneralsekretär der Partei ernannt, gleichzeitig trat er von seinem Amt als Gouverneur der Provinz Inhambane zurück. Am 5. Juni 2024 reichte Chapo beim für Wahlen zuständigen Verfassungsrat Mosambiks seine Präsidentschaftskandidatur ein.
Aufgrund der Dominanz der FRELIMO in der mosambikanischen Politik wurde Chapo als Favorit für den Wahlsieg angesehen. Chapo ist der erste Präsidentschaftskandidat der FRELIMO, der nach der Unabhängigkeit des Landes von Portugal im Jahr 1975 geboren wurde, und damit keine direkte Verbindung zum langjährigen mosambikanischen Unabhängigkeitskampf (1964–1975). Die Wahl Chapos wurde innerhalb der FRELIMO als ein „Generationenwechsel“ und einer „internen Erneuerung“ verstanden. Mit ihm als Kandidaten verbänden sich Hoffnungen eines Erfolgs bei der sehr jungen mosambikanischen Wählerschaft. Bis dato sind keine Verwicklungen Chapos in Korruptionsskandale bekannt. Dennoch wird der Spielraum Chapos angesichts der bestehender Machtstrukturen und -dynamiken der seit 1975 regierenden FRELIMO als begrenzt angesehen.
Der Sieg von FRELIMO bei der Präsidentschafts- und Parlamentswahl wurde erst im Dezember 2024, zweieinhalb Monate später durch das Oberste Gericht des Landes bestätigt. Zuvor hatte es gewaltsame Proteste gegeben und die Opposition und internationale Wahlbeobachter der Europäischen Union hatten von Unregelmäßigkeiten bei der Wahl gesprochen. Dem Richterspruch des Verfassungsrats zufolge entfielen auf Chapo 65 Prozent der Stimmen, nachdem Ende Oktober die Wahlkommission noch ein Ergebnis von knapp 71 Prozent für ihn ausgegeben hatte. Daraufhin war es in mehreren mosambikanischen Städten zu Demonstrationen und teilweise gewaltsame Zusammenstöße zwischen Protestierenden und Polizei gekommen. Dabei wurden über 130 Menschen getötet und Tausende inhaftiert. Nach der Verkündung des Wahlergebnisses wurde landesweit der Ausnahmezustand verhängt.
Oppositionsführer Venâncio Mondlane erhielt dem Verfassungsrat zufolge 24,2 Prozent der Stimmen. Er hatte sich nach der Wahl zum Sieger erklärt und zu Protesten gegen die „manipulierte Wahl“ aufgerufen. Nachdem Mondlanes Rechtsanwalt und ein weiterer Oppositionspolitiker erschossen worden waren, machte er Sicherheitskräfte für die Morde verantwortlich und verließ das Land.

### Präsidentschaft
Am 15. Januar 2025 wurde Daniel Chapo als Präsident vereidigt. Dies geschah unter Ausschluss der Öffentlichkeit, da die Proteste der Anhänger von Venâncio Mondlane anhielten. Die Regierung erklärte den Tag der Vereidigung zum Staatsfeiertag.
Chapo ist der erste mosambikanische Präsident aus Zentralmosambik, nachdem die bisherigen Präsidenten stets aus dem Norden oder dem Süden des Landes kamen: Samora Machel und Joaquim Chissano stammten aus Gaza (Südmosambik), Armando Guebuza aus Nampula und Filipe Nyusi aus Cabo Delgado (beides Nordmosambik). Diese regionale Komponente soll bei der Nominierung Chapos eine, wenn auch sekundäre, Rolle gespielt haben. Chapo ist der erste Präsident ohne direkte militärische Führungserfahrung, etwa als Oberbefehlshaber (wie Machel, Chissano und Guebuza) oder Verteidigungsminister (wie Nyusi).

### Privates
Daniel Chapo ist verheiratet mit Gueta Selemane Chapo und hat mit ihr drei (nach anderen Quellen vier) Kinder. Er ist Anhänger des christlichen Glaubens. Neben Portugiesisch, der Amtssprache Mosambiks, spricht er die Landessprachen Makua, Rhonga und Sena sowie Englisch.